# وقواق لؤلؤي الصدر
وقواق لؤلؤي الصدر (الاسم العلمي: Coccyzus euleri)، نوع من أنواع طيور الوقواق المنتمية إلى فصيلة الوقواقية. ويوجد في الأرجنتين، بوليفيا، البرازيل، كولومبيا، الإكوادور، غيانا الفرنسية، غيانا، باراجواي، سورينام، بيرو وفنزويلا. موائله الطبيعية غابات الأراضي الرطبة شبه الاستوائية أو الاستوائية والغابات السابقة متدهورة بشدة. يوجد على ارتفاعات أقل من 2000 متر.
وقواق كوكس (Coccyzus ferrugineus)
وقواق كوكس هو نوع من الطيور المنتمية إلى فصيلة الوقواقية (Cuculidae). يتميز هذا الطائر بخصائصه الفريدة وموطنه المحدود، حيث يُعتبر من الطيور المستوطنة في جزيرة كوكوس الواقعة في المحيط الهادئ، والتي تتبع إداريًا لدولة كوستاريكا.

## الوصف:
الحجم: متوسط الحجم مقارنة بأنواع الوقواويق الأخرى.
اللون: يتميز بريش بني مائل إلى الصدأ (اللون الفيروجيني)، وهو ما يُشير إليه اسمه العلمي.
المنقار: طويل ومنحني قليلاً، مما يساعده في التقاط الحشرات.
الذيل: طويل نسبيًا، مع علامات مميزة.

## الموطن:
جزيرة كوكوس: تقع في المحيط الهادئ، على بعد حوالي 550 كيلومترًا من الساحل الغربي لكوستاريكا.
تُعتبر الجزيرة موطنًا فريدًا للعديد من الأنواع المستوطنة، بما في ذلك وقواق كوكس.

## البيئة الطبيعية:
يعيش هذا الطائر في الغابات الرطبة الكثيفة التي تغطي معظم أجزاء الجزيرة.
يُفضل المناطق ذات الأشجار العالية والكثيفة، حيث يجد الغذاء والمأوى.

## الغذاء:
يتغذى بشكل رئيسي على الحشرات، مثل اليرقات والخنافس.
قد يتناول أيضًا الفواكه الصغيرة واللافقاريات.
السلوك:
طائر خجول ونادرًا ما يُرى، حيث يفضل البقاء في أعماق الغابات.
يُعرف بسلوكه الانفرادي، لكنه قد يُسمع من خلال نداءاته المميزة.
الحالة البيئية:
التصنيف: يُعتبر من الأنواع المهددة بالانقراض بسبب نطاقه المحدود جدًا.
التهديدات:
فقدان الموائل بسبب الأنشطة البشرية.
التغيرات البيئية التي قد تؤثر على جزيرة كوكوس.
الحماية:
تُعد جزيرة كوكوس محمية طبيعية، مما يوفر بعض الحماية لهذا الطائر.
أهمية وقواق كوكس:
يُعتبر رمزًا للتنوع البيولوجي الفريد في جزيرة كوكوس.
يُسلط الضوء على أهمية حماية الأنواع المستوطنة والبيئات الطبيعية النادرة.